# Chioninia coctei
La lisa gigante de Cabo Verde (Chioninia coctei) es una especie extinta de lagarto de la familia Scincidae. Habitó en Islote Blanco y Islote Raso, en el archipiélago de Cabo Verde. Los hallazgos de restos subfósiles demuestran que también habitó las islas Santa Luzia y São Vicente del mismo archipiélago. No se ha documentado ningún avistamiento de la especie desde 1912, siendo las causas de su extinción la introducción de ratas, perros y gatos en su hábitat y su caza para fines alimenticios, de coleccionismo científico y para usos medicinales.

## Descubrimiento
En 1783 el profesor Domenico Agostino Vandelli envió a sus mejores alumnos a diferentes partes del globo con el fin de recoger especímenes y poder dotar a Lisboa de un gran museo de Ciencia Naturales. A Jõao da Silva, conocido con el apodo de Feijó, le tocó Cabo Verde, donde pasó 11 años tomando muestras. A su vuelta entregó a su maestro 4 especímenes de un lagarto enorme recolectados en el Islote Blanco. Estas muestras quedarían sin etiquetar hasta que en 1807 las tropas de Napoleón llegaron a Lisboa, provocando la huida hacia Brasil de la corte portuguesa. El profesor Étienne Geoffroy Saint-Hillaire recibió la orden de seleccionar las mejores piezas y enviarlas al Museo de Historia Natural de París, incluyendo uno de los cuatro lagartos antes mencionados. Los conservadores del museo francés supusieron que el espécimen provenía del litoral africano, y fue descrito en 1839 por Constant Dúmeril y Gabriel Bribon. Más adelante, José Vicente Barboza do Bocage, nuevo administrador del museo lisboeta, recuperó gran parte de la colección expoliada, pero el citado lagarto era intransferible por tratarse de un holotipo. No obstante empezó a sospechar que provenía de Cabo Verde, lo que confirmó cuando el doctor Federico Hopffer le envió tres ejemplares vivos. Tras esto publicó varios trabajos sobre el tema y clasificó la especie en un nuevo género (Macroscincus). Este género se consideró válido hasta que en 2010 la especie se reasignó en el género Chioninia debido a su parecido con el resto de especies caboverdianas del dicho género.

## Coleccionismo y extinción
No habían pasado ni cuatro años desde que se conociera la procedencia de los ejemplares de los museos cuando ya se podían comprar ejemplares vivos y muertos en algunos almacenes de Londres. En muy poco tiempo la especie se convirtió en un capricho de los museos y los burgueses aficionados a los terrarios. Las visitas al Islote Blanco y el Islote Raso, donde habitaban sus dos únicas poblaciones conocidas, eran constantes por parte de viajeros, naturalistas, marinos mercantes e incluso barcos de guerra que cambiaban su rumbo para hacerse con algunos ejemplares. De esta forma la especie se convirtió en un clásico de los terrarios, siendo enumerados sus cuidados en tratados escritos incluso después de que se le diera por extinguido. Barboza do Bocage escribió en 1896 un alegato en contra de estas prácticas, pero fue inútil. Los últimos datos fiables de estos lagartos vistos y capturados en su hábitat datan de solo 2 años más tarde, no existiendo avistamientos en el siglo XX. Los últimos ejemplares cautivos morirían en Alemania en 1940, durante la Segunda Guerra Mundial.

## Descripciones
Las descripciones de los terrariófilos nos muestran unos animales lentos y confiados, que en ocasiones amagaban con morder pero nunca lo hacían. Comían todo tipo de materia vegetal, pero sin hacerle ascos a los animales vivos o en proceso de descomposición. Nunca bebían agua aunque dispusieran de ella. Su cola era prensil para asirse a ramas y saliente, pero no obstante era quebradiza hasta el punto de que había pocos ejemplares que conservasen la original. No emitían sonidos. En cuanto a su reproducción, existen informaciones contradictorias, ya que se publicó tanto que ponían huevos como que parían crías vivas.

## Ecología
Durante el Cuaternario los vaivenes climáticos han hecho fluctuar el clima de Cabo Verde entre épocas más húmedas con otras secas. El último periodo húmedo tuvo lugar hace 6.000 años, momento en el que las islas de Santa Luzia, São Vicente, Islote Blanco e Islote Raso estaban unidas debido al menor nivel del mar, y las lisas gigantes tendrían una distribución continua en dicha masa de tierra. Posteriormente la subida del nivel del mar dejó a las poblaciones de la especie aisladas, al mismo tiempo que el clima se endurecía y las islas perdieron su vegetación, sobreviviendo las lisas gigantes cambiando su dieta herbívora y pasando a ser comensales de las colonias de aves marinas y carroñeros. Esta plasticidad ecológica es similar a la que se ha descrito en el lagarto gigante del Hierro Gallotia simonyi en su población del Roque Chico de Salmor. Hace cinco siglos que el ser humano colonizó el archipiélago, extinguiendo las poblaciones de la especie existentes en Santa Luzia y São Vicente. La tala en busca de combustible, la destrucción de la flora por parte de las cabras introducidas, la predación por parte de perros y gatos asilvestrados y la desaparición de las colonias de aves marinas fueron las causas principales. Las poblaciones de los islotes, despoblados, sobrevivieron hasta que fueron víctimas del coleccionismo científico.

## Posible supervivencia
Tras ser declarada extinta, han ocurrido algunos hechos que pueden infundir alguna esperanza de que la especie siga viva en algún rincón recóndito. En los años 90 un conocido traficante de animales ofrecía ejemplares de la especie a 220 marcos alemanes la unidad. En 2003 un par de huesos de un juvenil aparecieron en las heces de un gato. Por último, en 2006 un vendedor anónimo ofrecía en la web una pareja adulta por 12 000 euros. No obstante, el individuo logró escapar en el aeropuerto de Frankfurt.